# Rosalind Pitt-Rivers
Rosalind Pitt-Rivers (* 4. März 1907 in London, England; † 14. Januar 1990 in Dorset, England) war eine britische Biochemikerin. Sie ist bekannt für ihre Forschungen zu Triiodthyronin.

## Leben und Werk
Pitt-Rivers, war die älteste der drei Töchter von Anthony Morton Henley (1873–1925) und Sylvia Laura Henley (1882–1980). Bis zu ihrem dreizehnten Lebensjahr wurde sie von einer Gouvernante unterrichtet und besuchte dann die Notting Hill School in London. Sie studierte dann an dem damaligen Frauencollege der University of London, dem Bedford College, und erwarb 1930 den Bachelor-Abschluss und 1931 den  Master of Science-Abschluss in Chemie.
1931 heiratete sie als seine zweite Frau George Henry Lane Fox Pitt-Rivers, den Enkel von Augustus Henry Lane Fox Pitt-Rivers, Gründer des Pitt Rivers Museum in Oxford. Die Heirat und die anschließende Geburt ihres Sohnes 1932 verzögerten die Aufnahme eines weiteren Studiums. Nach der Trennung von ihrem Mann im Jahr 1937 promovierte sie 1939 in Biochemie an der medizinischen Fakultät des University College in London bei Charles Robert Harington und Albert Neuberger. 1941 forschte sie als Postdoktorandin in Haringtons Labor und wechselte 1942 mit ihm zum National Institute for Medical Research (NIMR) des Medical Research Council in Hampstead.

## Forschung

L-Triiodthyronin Strukturformel

Während des Zweiten Weltkriegs arbeitete Pitt-Rivers im Bluttransfusionsdienst in Maidstone, kehrte aber später in Haringtons Labor zurück, um an Jodoproteinen zu arbeiten. Dies war Teil eines Projekts zur Steigerung der Milchleistung von Kühen. 1945 war sie eine weitere Zeit außerhalb von Haringtons Labor und arbeitete mit Janet Vaughan an einer Ernährungsstudie an belgischen Kriegsgefangenen und Opfern des KZ Bergen-Belsen. 1950 verlegte der Medical Research Council das NIMR nach Mill Hill, London, wo Harington zum Direktor ernannt wurde. Pitt-Rivers wechselte mit ihm in die Abteilung für Biochemie und beschäftigte sich mit der biochemischen Forschung der Synthese des Schilddrüsenhormons L-Thyroxin (T4). Sie entdeckte die Trennung optischer Isomere von Thyroxin, der Nachweis, dass D-Thyroxin keine biologische Aktivität hatte, und die Isolierung von Moniodtyrosin (MIT) in Thyreoglobulin. Frühere Studien in Haringtons Labor hatten das Vorhandensein von Dijodtyrosin (DIT) in Thyreoglobulin gezeigt und dass Thyroxin durch die Kopplung zweier DIT-Moleküle gebildet wurde.
1951 arbeitete der kanadische Endokrinologe Jack Gross als Postdoktorand bei Pitt-Rivers, um mehr über eine unbekannte jodhaltige Verbindung herauszufinden, die er zuvor im Blut von Menschen und Nagetieren beobachtet hatte. Pitt-Rivers und Gross identifizierten diese unbekannte Verbindung als 3,3ʹ,5-Triiodthyronin (T 3) und veröffentlichten ihr Ergebnis 1952 in The Lancet. Etwa zur gleichen Zeit identifizierte eine Gruppe in Paris am Collège de France T3 in der Schilddrüse und zeigte, dass es dort als Bestandteil von Thyreoglobulin hergestellt und in den Blutkreislauf ausgeschieden wurde. Im darauffolgenden Jahr konnten Gross und Pitt-Rivers nachweisen, dass ein großer Teil des T3 im Blut aus T4 stammte und dass es erheblich wirksamer war als sein Vorläufer, wodurch sich herausstellte, dass T3 das wichtigste Schilddrüsenhormon ist.
1953 verbrachte Pitt-Rivers ein Forschungssemester am Massachusetts General Hospital (MGH) bei John Stanbury und in den späten 1950er und 1960er Jahren forschte sie an den National Institutes of Health in den Laboren von Ed Rall und Harold Edelhoc in Bethesda. Ihre Forschung konzentrierte sich auf vier spezifische Bereich, die Aufklärung der physiologischen Wirkungen der Schilddrüsenhormone, einschließlich Studien zu Sekretion, Transport und Umsatz, die Untersuchung der möglichen physiologischen Aktivität von Schilddrüsenhormonanaloga, Thyreoglobulin und die Entwicklung immunchemischer Reagenzien.
Pitt-Rivers arbeitete Mitte der 1960er Jahre mit Avrion Mitchison an einem neuartigen Ansatz zur Herstellung spezifischer Antikörper, indem sie Proteinantigene als jodmarkierte Dinitrophenol-Derivate markierte.
Pitt-Rivers  war von 1969 bis zu ihrem Ausscheiden aus dem Medical Research Council Leiterin der Chemieabteilung des NIMR mit der Aufgabe, die Abteilung aufzulösen. Nachdem sie 1972 in den Ruhestand getreten war, setzte sie ihre Forschungen zunächst in der Abteilung für Zoologie und dann in der Abteilung für Pharmakologie des University College in London fort.
Sie zog dann auf das Pitt-Rivers-Anwesen in Hinton St Mary, Sturminster Newton, Dorset, wo sie 1990 an einer Lungenentzündung starb. Sie wurde auf dem Anwesen begraben.
Sie war 1956 Mitglied des Bedford College Council, 1960 Mitglied des Rates der University College Hospital Medical School und 1971 Präsidenint der European Thyroid Association.

## Auszeichnungen und Ehrungen
- 1951: William Julius Mickle Fellow der University of London
- 1954: Mitglied der Royal Society
- 1959: Ehrenmitglied der Society of Endocrinology, Mexiko[5]
- 1973: Fellow des Bedford College, London
- 1977: Ehrenmitglied der Society for Endocrinology
- 1983: Ehrenmitglied der Royal Society of Medicine
- 1986: Ehrenmitglied des Royal College of Physicians

## Veröffentlichungen (Auswahl)
- mit Jamshed Rustom Tat: The Chemistry of thyroid disease. Springfield, Ch. C. Thomas, 1960.
- mit Wilfred Robert Trotter: The Thyroid gland. Washington, Butterworths, 1964.
- mit Jamshed Rustom Tata, Wilfred Robert Trotter: The Thyroid hormones. Londres, Pergamon, 1959.